# Kabupaten Pasaman
Kabupaten Pasaman är ett kabupaten i Indonesien.   Det ligger i provinsen Sumatera Barat, i den västra delen av landet, 1 100 km nordväst om huvudstaden Jakarta. Antalet invånare är 277 901.